# Dark Floors
Dark Floors – The Lordi Motion Picture är en finländsk skräckfilm från 2008. Filmen hade premiär i Finland 8 februari 2008 och världspremiär i Uleåborg den 6 februari 2008. 

## Handling
Ben är orolig över sin autistiska dotter Sarah, som vårdas på ett sjukhus. Han är inte nöjd med behandlingen, så han bestämmer sig för att föra över Sarah till ett annat sjukhus trots läkarnas protester. På vägen ut blir det strömavbrott på sjukhuset, så Ben och Sarah fastnar i hissen tillsammans med några andra personer. När strömavbrottet väl är över och de inlåsta personerna kan kliva ut ur hissen, så märker de att sjukhuset har förändrats under strömavbrottet. 
Sjukhuset kryllar nu av monster som utgör livsfara för alla som befinner sig på sjukhuset, och den enda som kan stoppa de mörka krafterna är Sarah.....

## Övrig fakta
Filmen är inspelad i Finland och Island. Alla medverkande skådespelare, utom bandmedlemmarna i Lordi, kommer från Storbritannien. Bandmedlemmarna i Lordi tyckte att det finska språket inte passade i en skräckfilm, så därför pratar alla engelska. 
Idén till storyn kommer från Mr.Lordi och regissören Pete Riski, som också hade hand om manuset tillsammans med några andra manusförfattare.
Samtliga medlemmar från Lordi medverkar i filmen och Mr. Lordi har också gjort filmlogotypen.
Under filmens eftertexter spelas Lordis låt Beast Loose in Paradise.

## Rollista
- Skye Bennett: Sarah
- Philip Bretherton: Walter
- William Hope: Jon
- Ronald Pickup: Tobias
- Leon Herbert: Rick
- Tomi Putaansuu: Mr. Lordi
- Dominique McElligott: Emily
- Jussi Sydänmaa: Amen
- Sampsa Astala: Kita
- Samer el Nahhal: OX
- Leena Peisa: Awa